# Tanousia zrmanjae
Tanousia zrmanjae is een slakkensoort uit de familie van de Lithoglyphulidae. De wetenschappelijke naam van de soort is voor het eerst geldig gepubliceerd in 1866 door Brusina.